# Żydowski Obwód Autonomiczny
Żydowski Obwód Autonomiczny (ros. Еврейская автономная область, jid. ‏ייִדישע אויטאָנאָמע געגנט‎ Jidisze Ojtonome Gegnt) – terytorium wchodzące w skład Federacji Rosyjskiej, stanowi część Dalekowschodniego Okręgu Federalnego. Od południa graniczy z Chinami (wzdłuż rzeki Amur), na zachodzie z obwodem amurskim, a na wschodzie z Krajem Chabarowskim.

## Historia
Ziemie nad rzeką Amur zamieszkane były w czasach przedhistorycznych przez plemiona Tunguzów. Rosyjska kolonizacja terenów obecnej republiki rozpoczęła się w XVII wieku. Po zajęciu przez wojska rosyjskie region zasiedlany był przez Kozaków, staroobrzędowców, rosyjskich chłopów, a od końca XIX wieku przez Koreańczyków.
W okresie rewolucji bolszewickiej w Rosji ziemie te weszły w skład Republiki Dalekiego Wschodu, która istniała w latach 1920–1922. Później stanowiły część Kraju Chabarowskiego. W 1928 władze radzieckie postanowiły zasiedlić te tereny ludnością żydowską. Był to jeden z planów polityki etnicznej Józefa Stalina, którego celem było przeciwdziałanie szerzącemu się w ZSRR ruchowi syjonistycznemu.
Żydowski Obwód Autonomiczny w składzie Rosyjskiej Federacyjnej Socjalistycznej Republiki Radzieckiej powstał 7 maja 1934. W latach 30. XX wieku wielu Żydów w ZSRR zmuszono do migracji do siedziby obwodu Birobidżanu. Mimo to Żydzi w Żydowskim Obwodzie Autonomicznym nigdy nie stanowili nawet jednej trzeciej mieszkańców.
Od 1991 Żydowski Obwód Autonomiczny znajduje się w składzie Federacji Rosyjskiej; jako jedyny z pięciu radzieckich obwodów autonomicznych nie awansował do statusu republiki autonomicznej. Utrzymał dawny status i nazwę, pomimo że liczba Żydów jest w nim znikoma.

## Geografia
Kraj położony nad rzeką Amur, przy granicy z Chinami.
Przez terytorium Żydowskiego OA przechodzi Kolej Transsyberyjska.

### Demografia
Według danych z 2005 Rosjanie stanowią 88,8%, Ukraińcy 4,5%, Żydzi 1,8%, inni 4,9%.

### Warunki naturalne
Północną i zachodnią część zajmują niewysokie pasma górskie Małego Chinganu i Gór Burejskich (wysokość do 1209 m n.p.m.), na południu i wschodzie płaska, silnie zabagniona Nizina Amursko-Sungaryjska.
Klimat umiarkowany chłodny, kontynentalny. Zaznacza się wyraźny wpływ monsunów. Gęsta sieć hydrograficzna. Największymi rzekami są: Amur, Bira, Kur. Dużą część powierzchni pokrywają naturalne formacje roślinne – lasy iglaste (tajga) i mieszane.

### Gospodarka
Rozwinięty przemysł elektrotechniczny, maszynowy i odzieżowy, nadto metalowy, materiałów budowlanych, skórzany, drzewny i spożywczy. Eksploatacja rud ołowiu i cyny, wydobycie surowców skalnych (wapienie, dolomity). Uprawa pszenicy, jęczmienia, owsa, ziemniaków i warzyw. Chów i hodowla bydła, trzody chlewnej i drobiu. Główne ośrodki: Birobidżan, Obłucze, Bira, Leninskoje.